# Березняки (остановочный пункт)
Березняки (до 2024 — Левый Берег) — остановочный пункт Киевской дирекции Юго-Западной железной дороги. Расположен на участке Киев-Волынский — Дарница (через Киев-Демеевский) между остановочной платформой Выдубичи (расстояние — 4 км) и станцией Дарница (3 км). Расстояние до ст. Киев-Волынский — 18 км.
Открыта в 1909 году. Расположен в границах города Киева. Является одной из остановок Киевской городской электрички.
Прежнее название остановки перекликалось с другой остановкой на линии городской электрички — Левобережная, причём обе являются следующими после станции Дарница (в разных направлениях), из-за чего их часто путали.

## Изображения

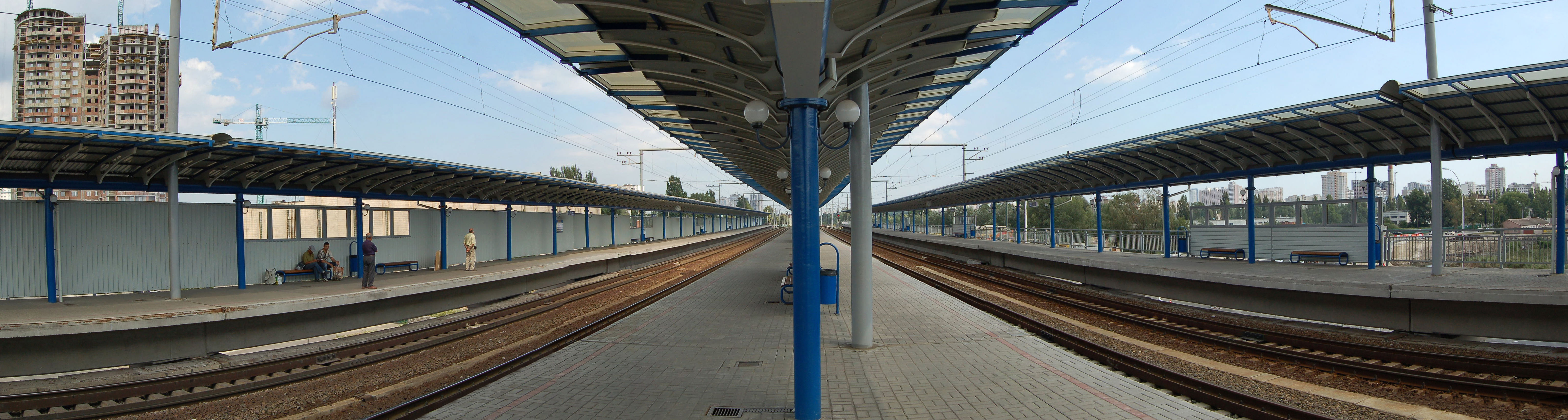
Пассажирские платформы
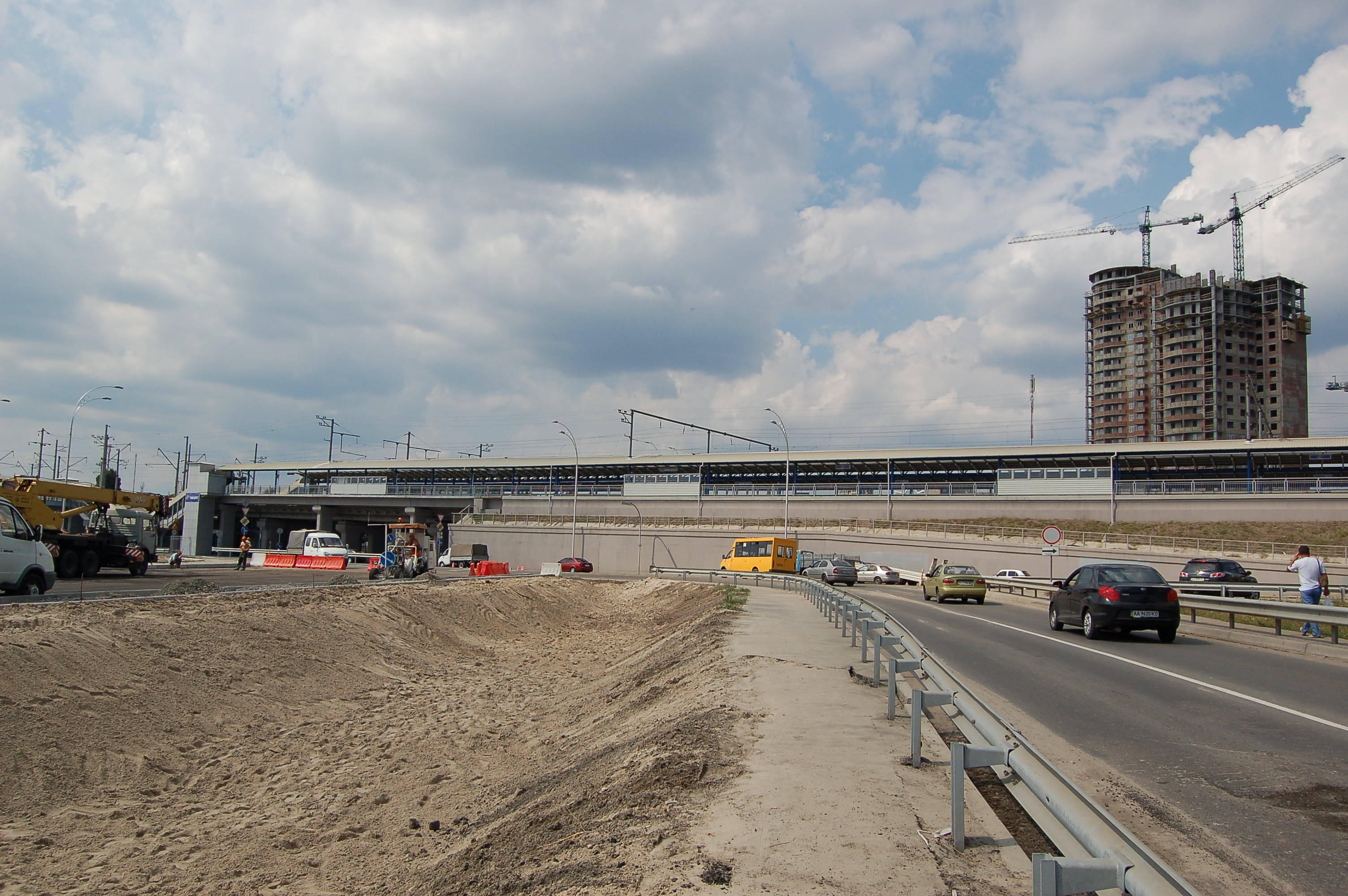
Вид с южной стороны
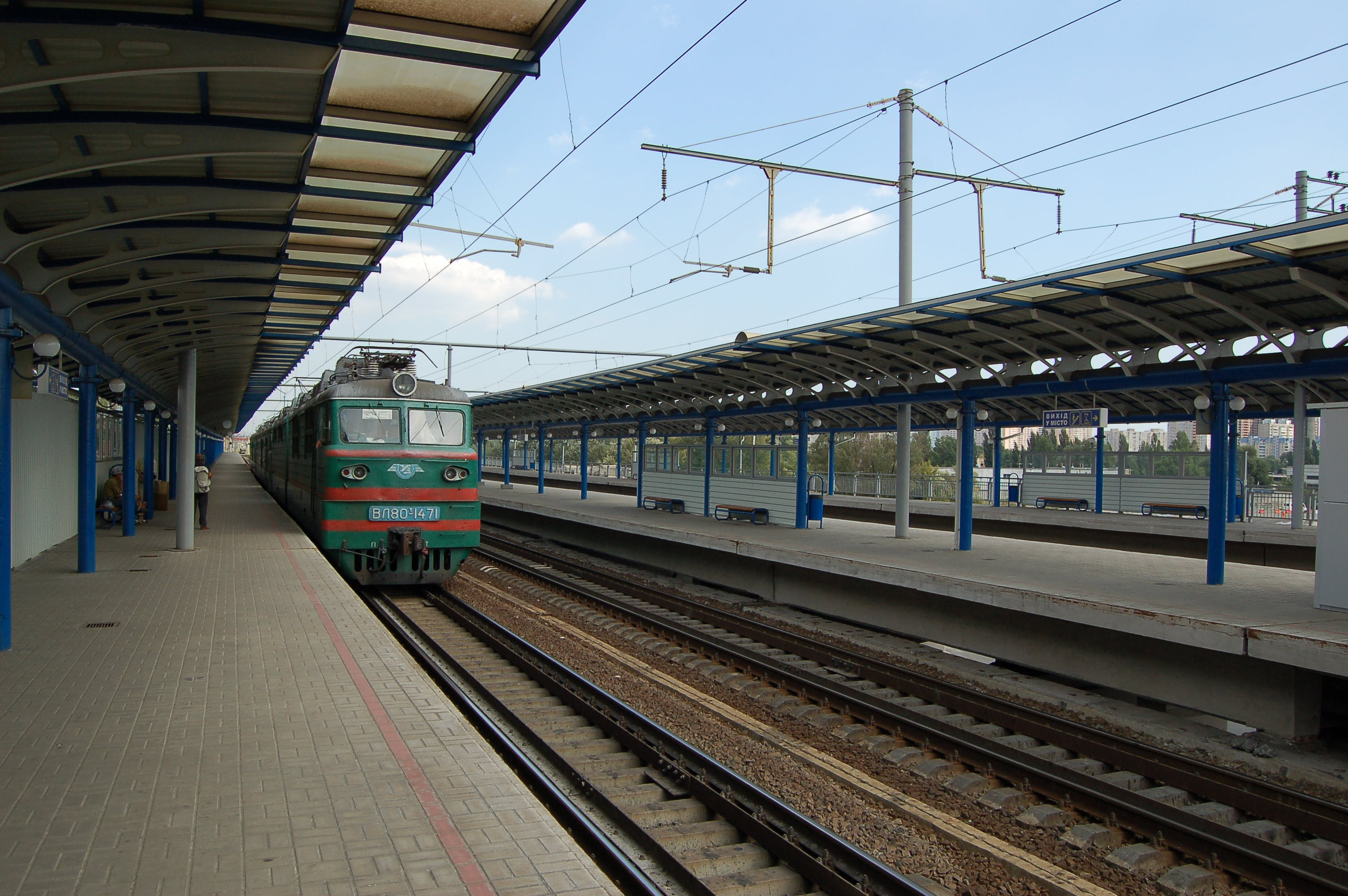
Платформа в сторону Выдубичей
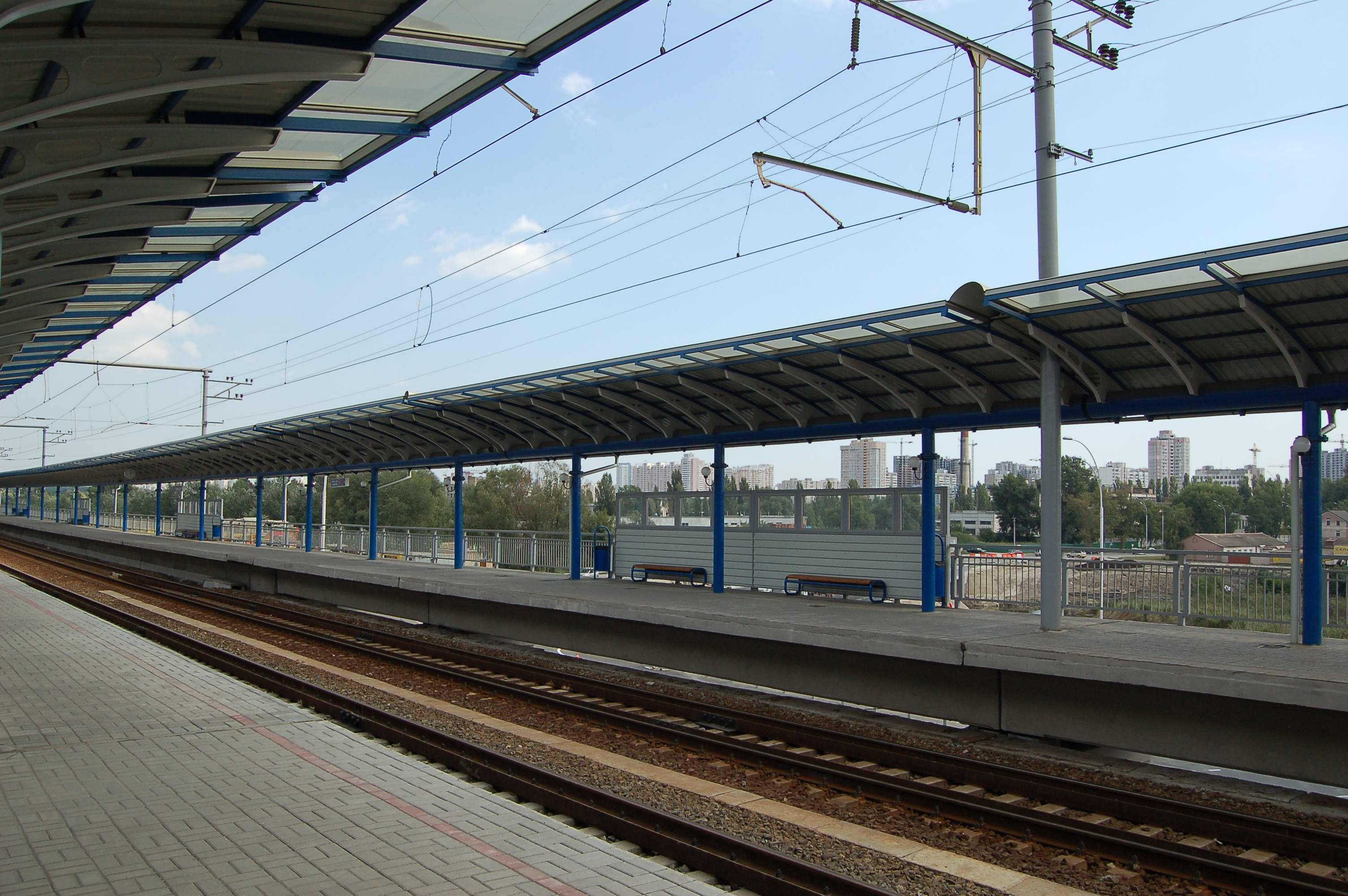
Платформа в сторону Дарницы
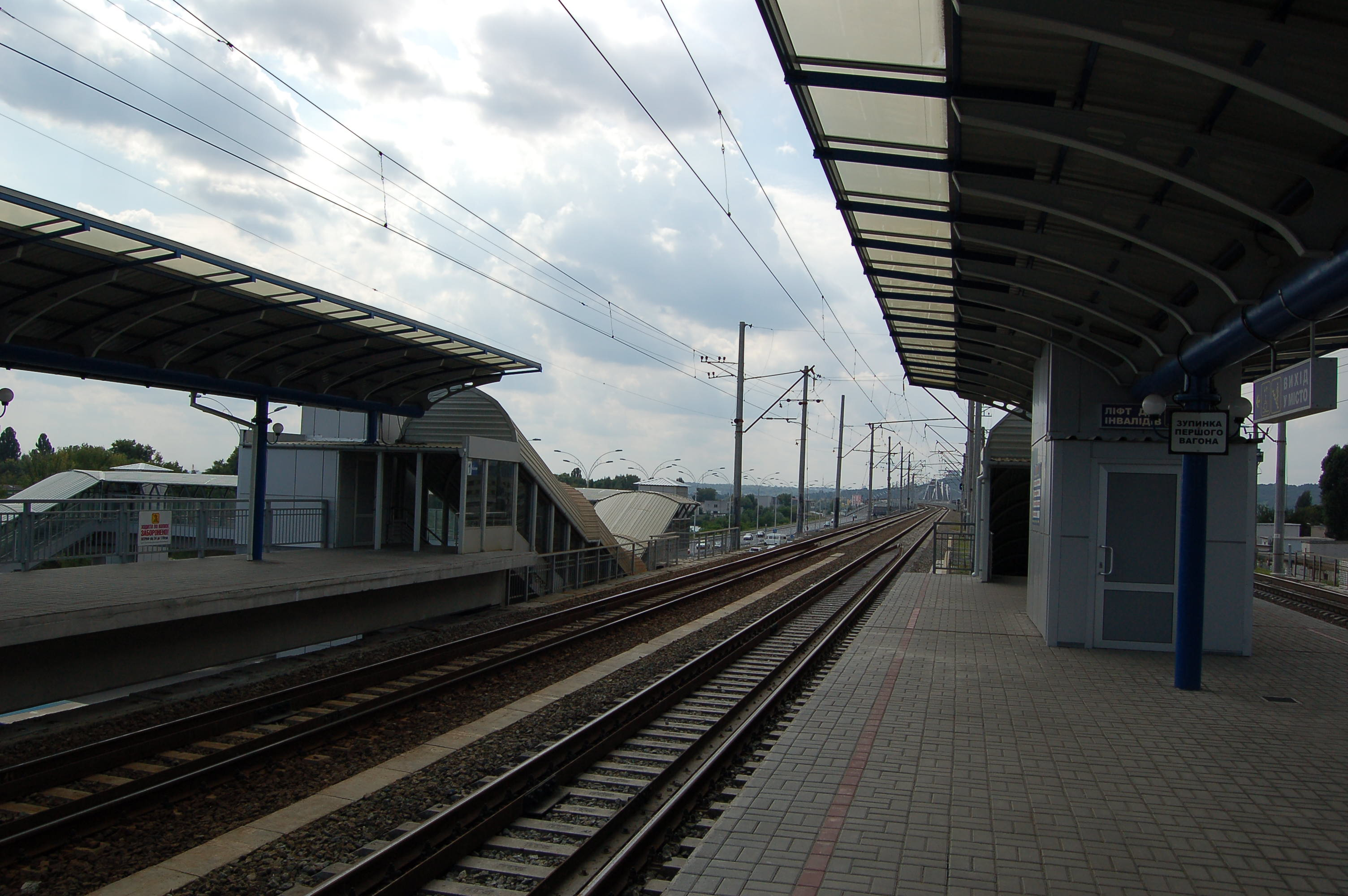
Вид с островной платформы в сторону моста через Днепр
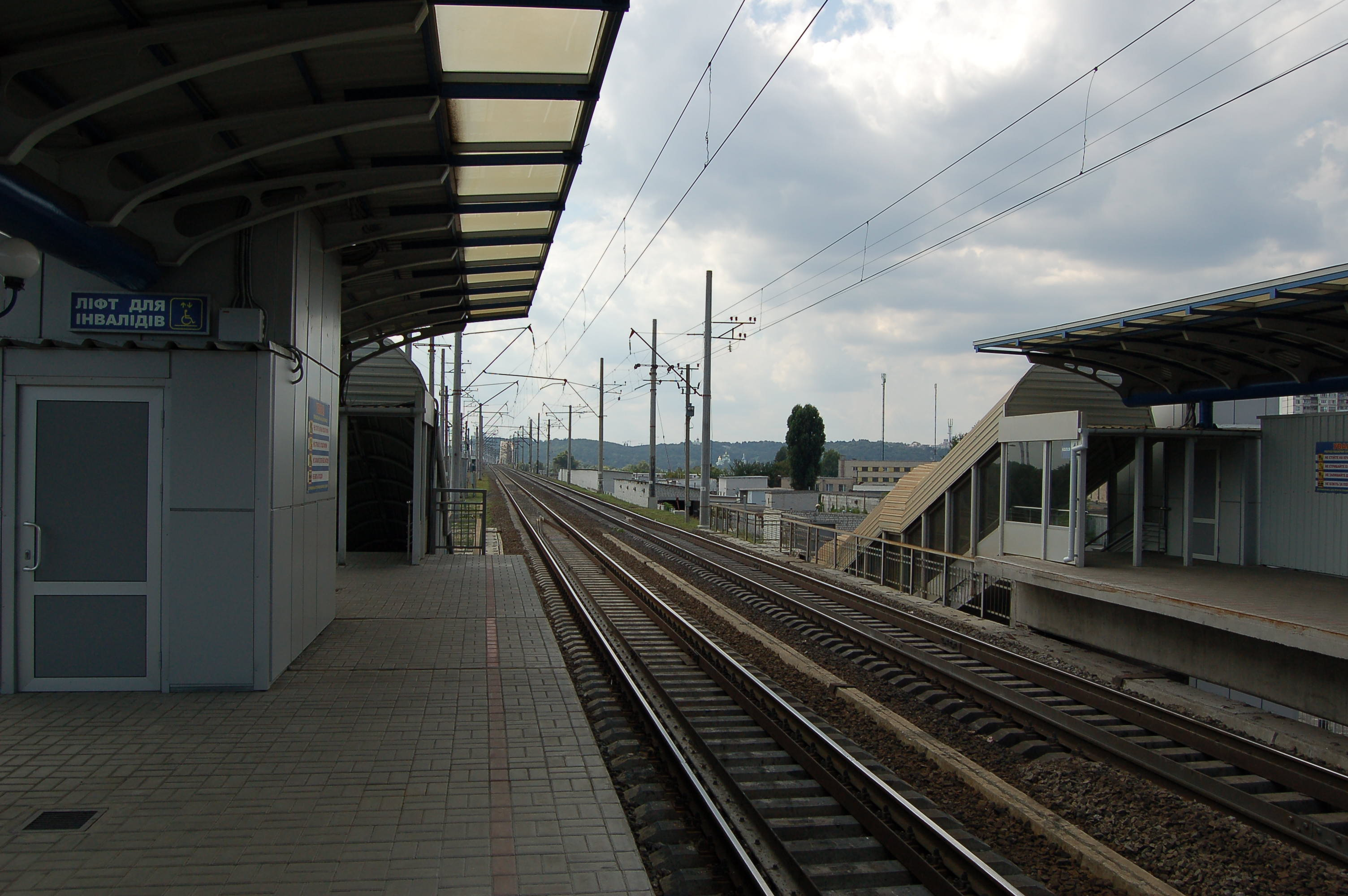
Вид с островной платформы в сторону моста через Днепр
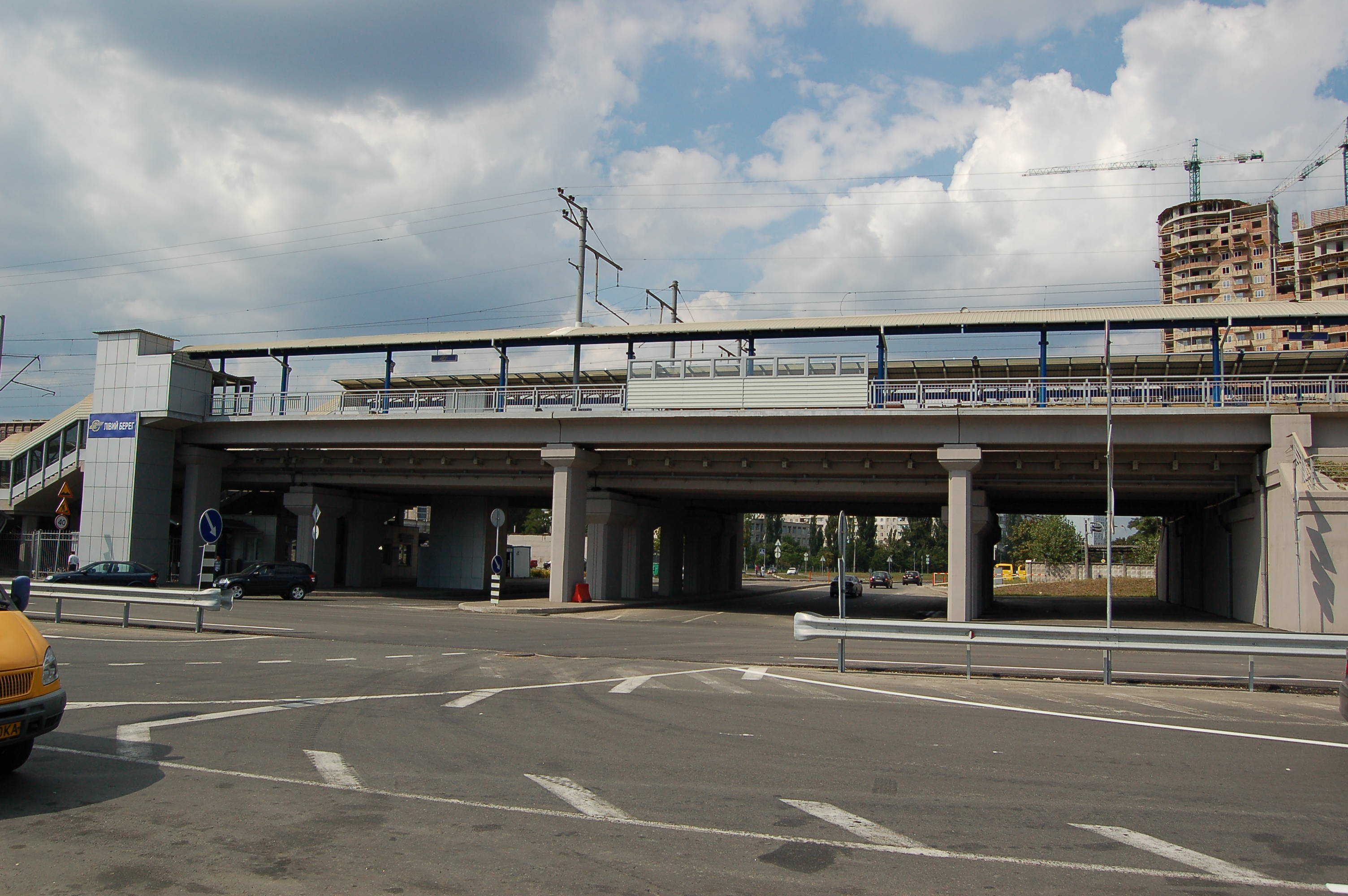
Проезд под железнодорожными путямив сторону Березняков
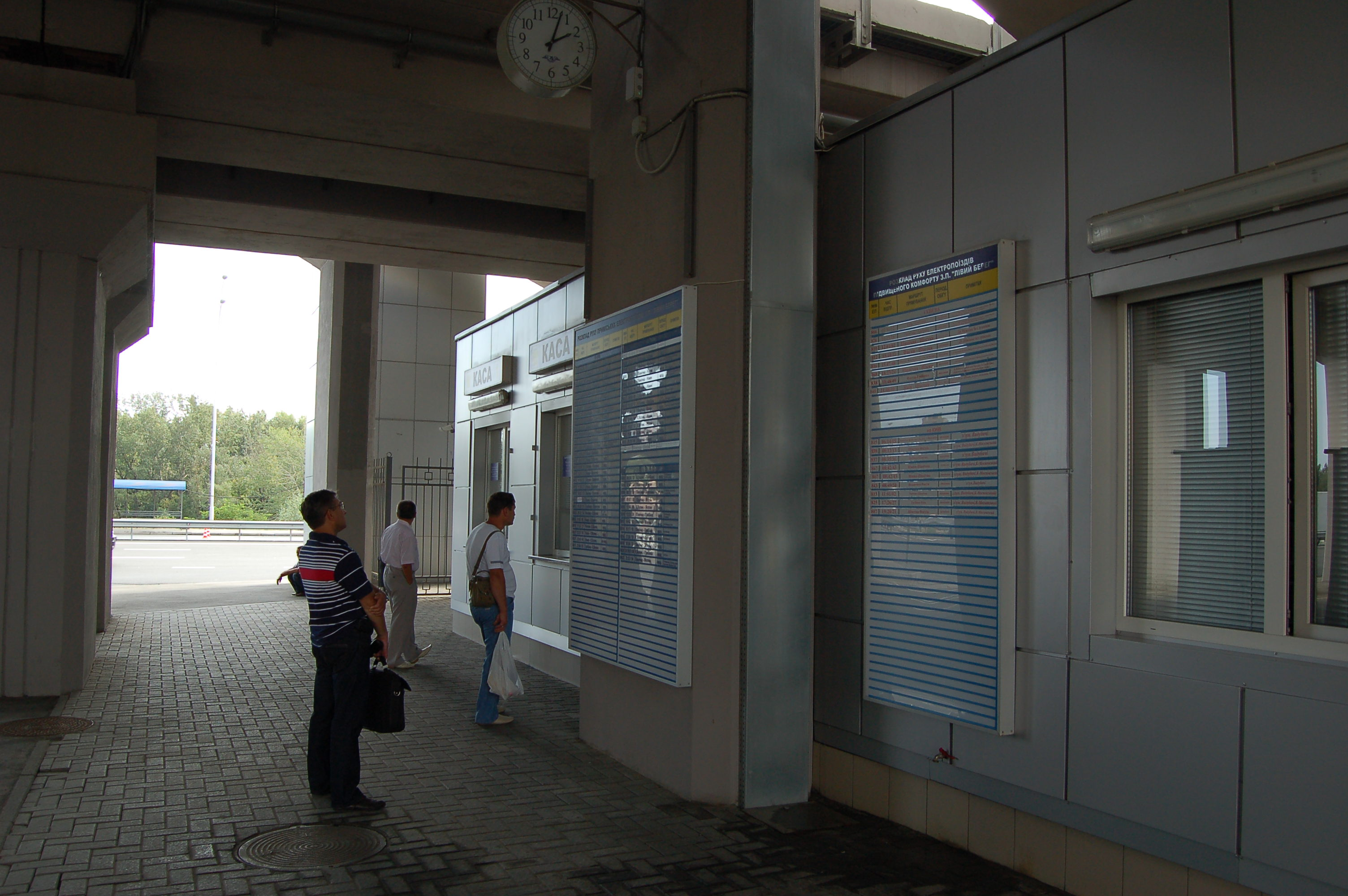
Кассы
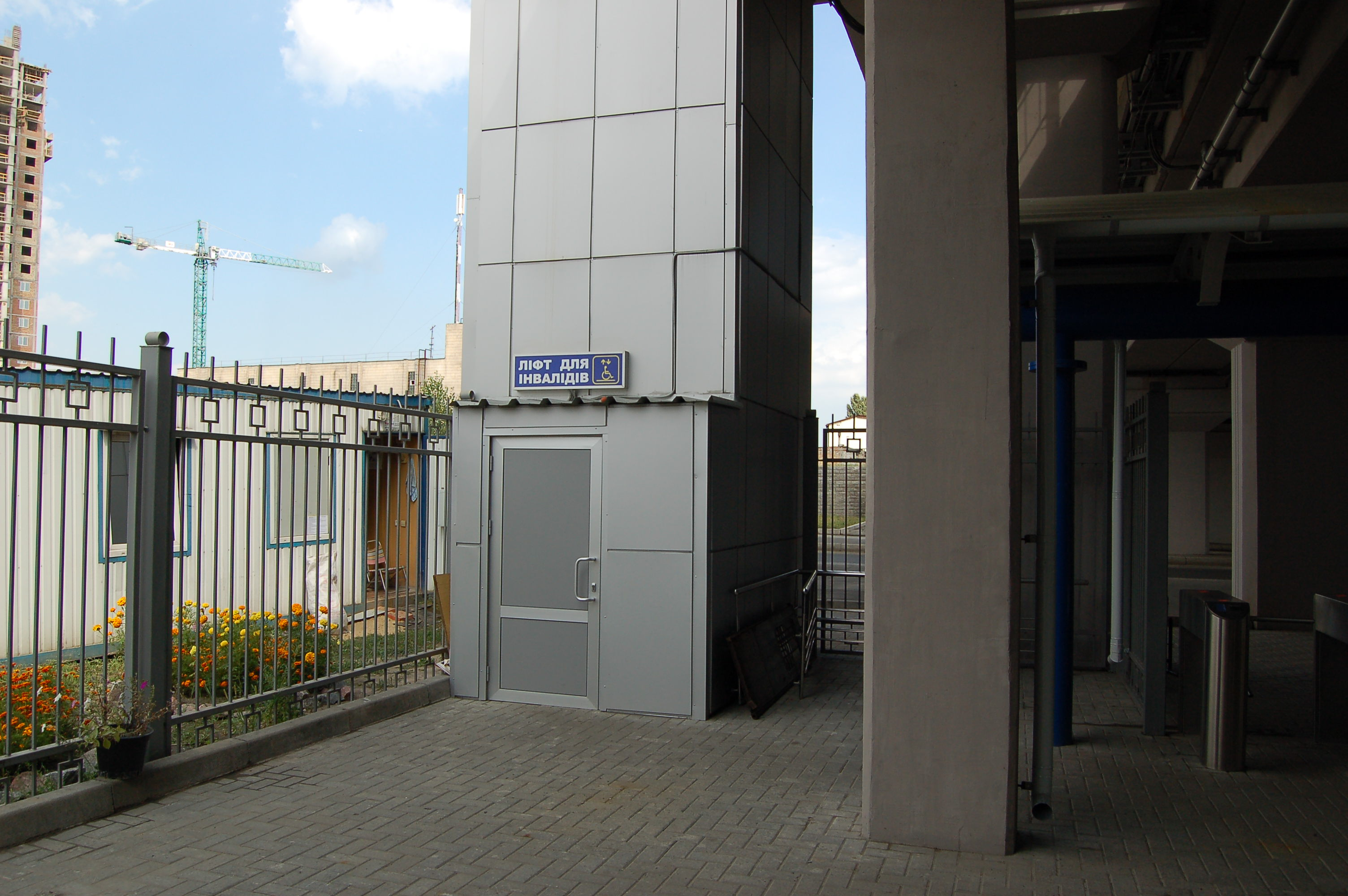
Лифт на платформу
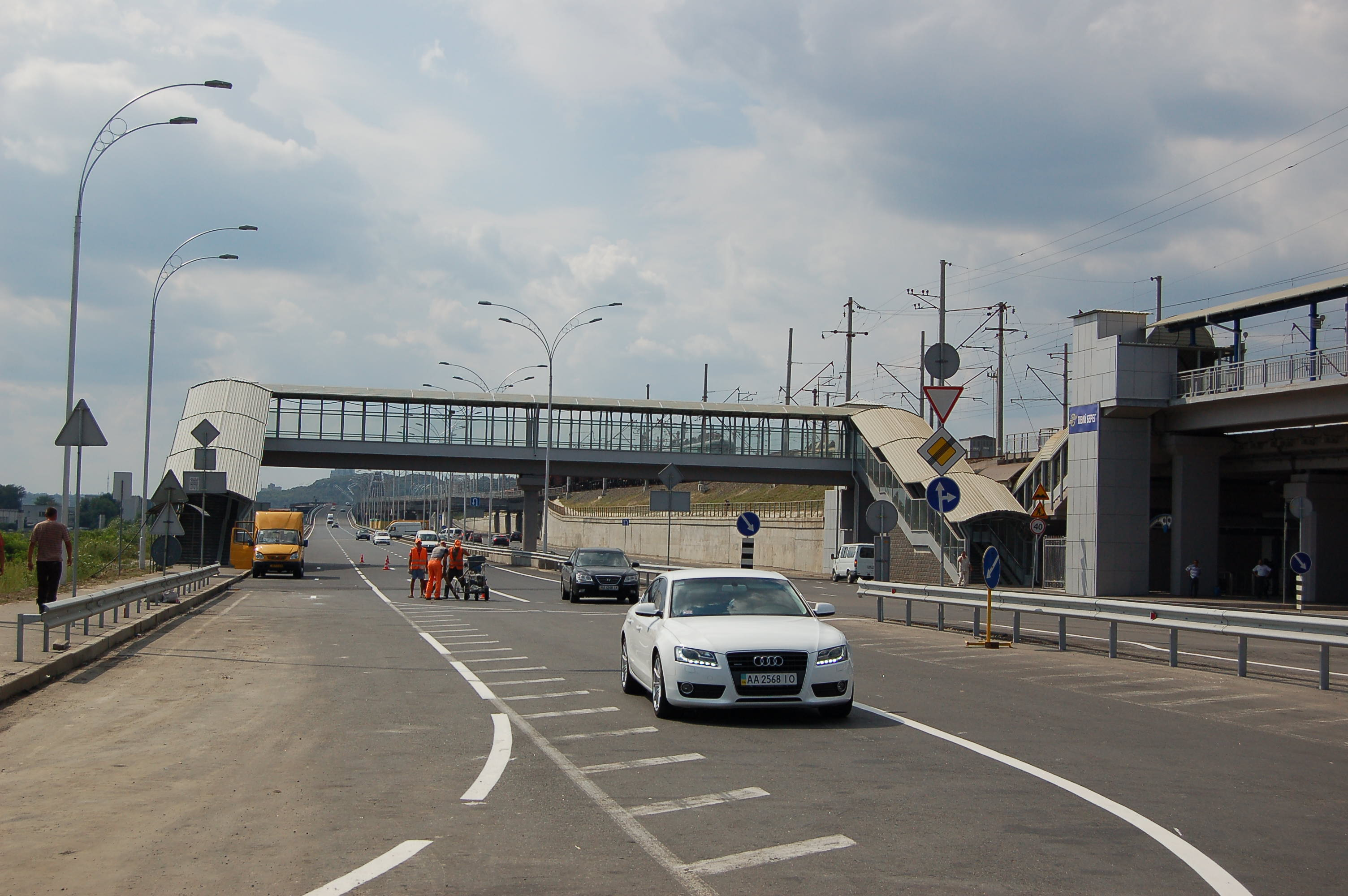
Пешеходный переход через автодорогу около платформы
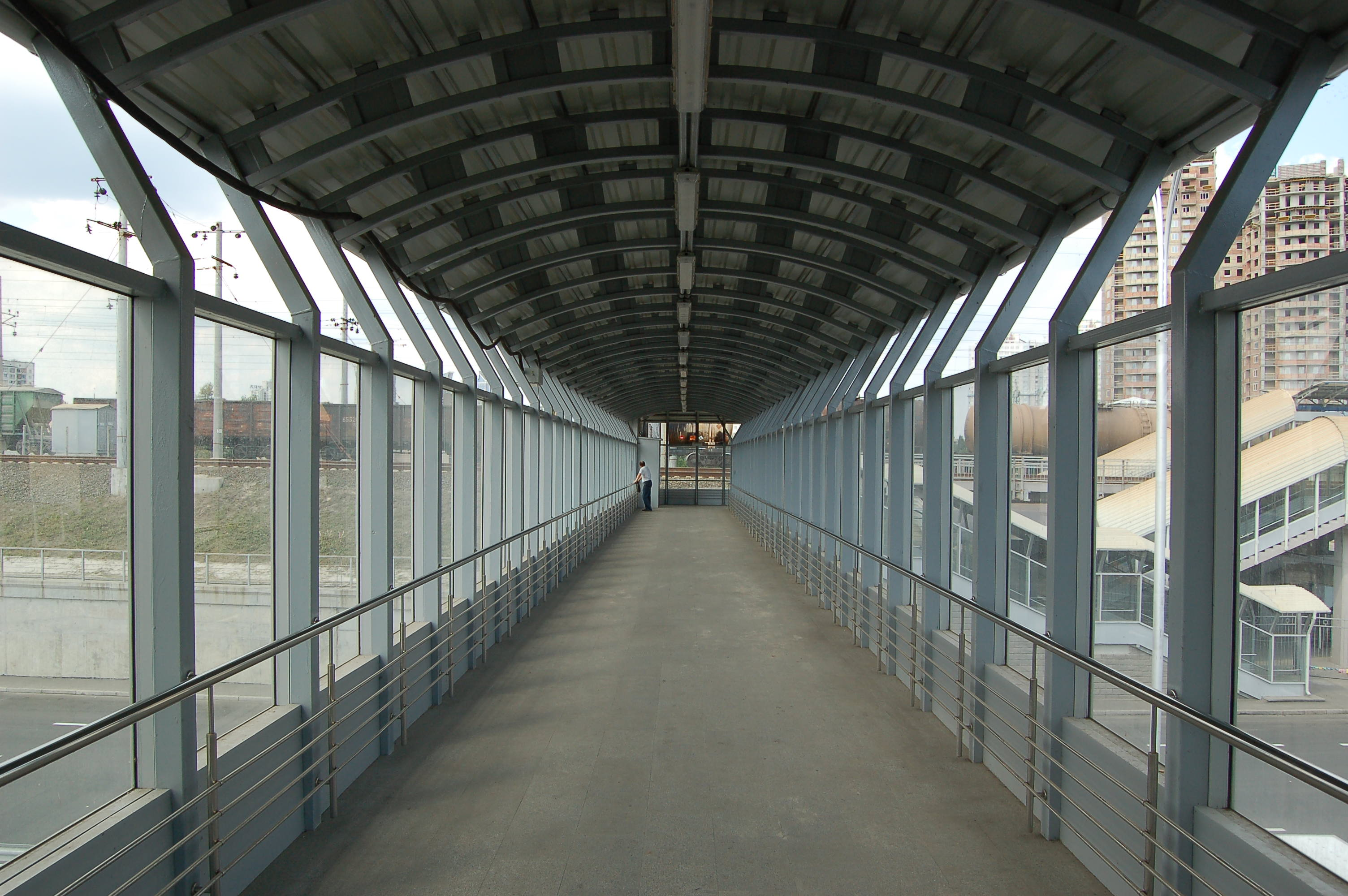
Галерея надземного перехода